# آرنو روسوووری
آرْنو روسُووُوری (انگلیسی: Aarno Ruusuvuori; ۱۴ ژانویهٔ ۱۹۲۵ – ۲۲ فوریهٔ ۱۹۹۲) معمار اهل فنلاند بود.